# Systematik der Senticaudata
Die Systematik der Senticaudata wurde im Jahr 2013 von James K. Lowry und Alan A. Myers aufgestellt. Die Senticaudata sind eine im Jahr 2013 neu beschriebene Unterordnung der Flohkrebse (Amphipoda). Sie umfassen neben zahlreichen marinen Flohkrebsen auch die meisten der bekannten im Süßwasser vorkommenden Gattungen und Arten. Die Unterordnung wird in sechs Teilordnungen untergliedert. Erstmals für die Krebstiere wird in dieser Systematik auch der Begriff „Parvorder“ für eine Untergliederung der Teilordnungen eingeführt.

## Teilordnungen
Von den vier Unterordnungen der Flohkrebse, die insgesamt rund 9500 Arten umfassen, ist die Unterordnung Senticaudata die artenreichste. Sie wird in sechs Teilordnungen gegliedert:
- Unterordnung Gammaridea (rund 4000 Arten)
- Unterordnung Hyperiidea (rund 300 Arten)
- Unterordnung Ingolfiellidea (rund 40 Arten)
- Unterordnung Senticaudata (rund 5000 Arten)
  - Teilordnung Bogidiellida
  - Teilordnung Carangoliopsida
  - Teilordnung Corophiida
  - Teilordnung Gammarida
  - Teilordnung Hadziida
  - Teilordnung Talitrida

### Bogidiellida
Teilordnung Bogidiellida (3 Familien)
- Parvorder Bogidiellidira
  - Überfamilie Bogidielloidea
    - Familie Artesiidae
    - Familie Bogidiellidae
    - Familie Salentinellidae

### Carangoliopsida
Teilordnung Carangoliopsida (2 Familien)
- Parvorder Carangoliopsidira
  - Überfamilie Carangoliopsoidea
    - Familie Carangoliopsidae
    - Familie Kairosidae

### Corophiida

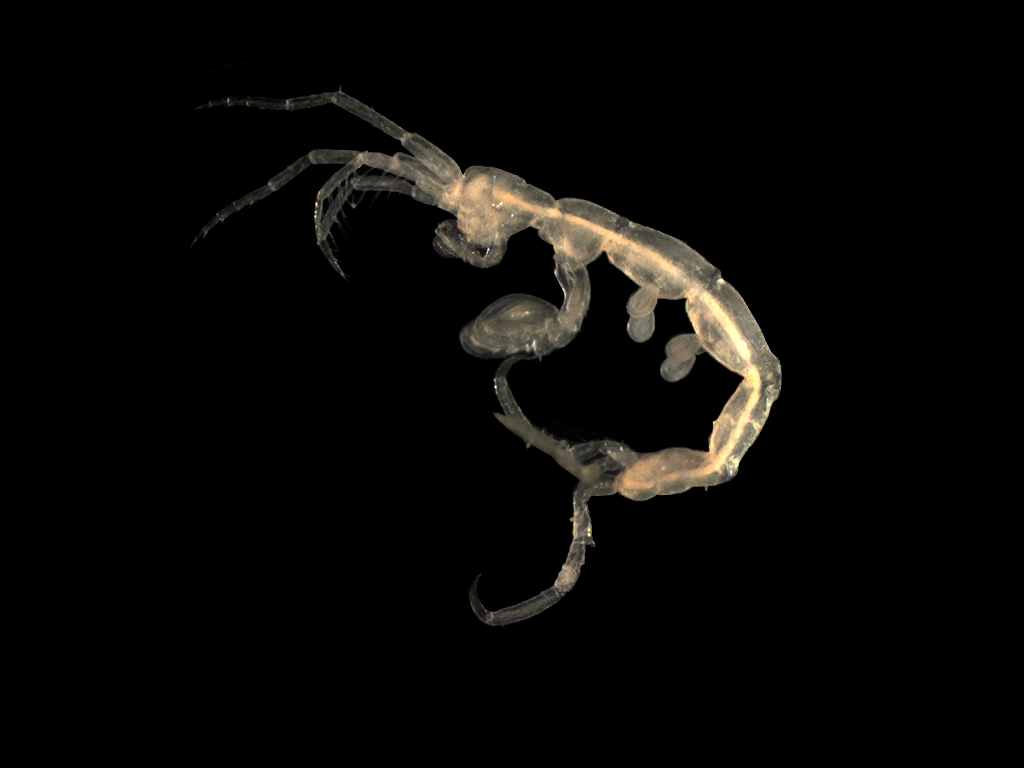
Pariambus typicus (Caprellidae)

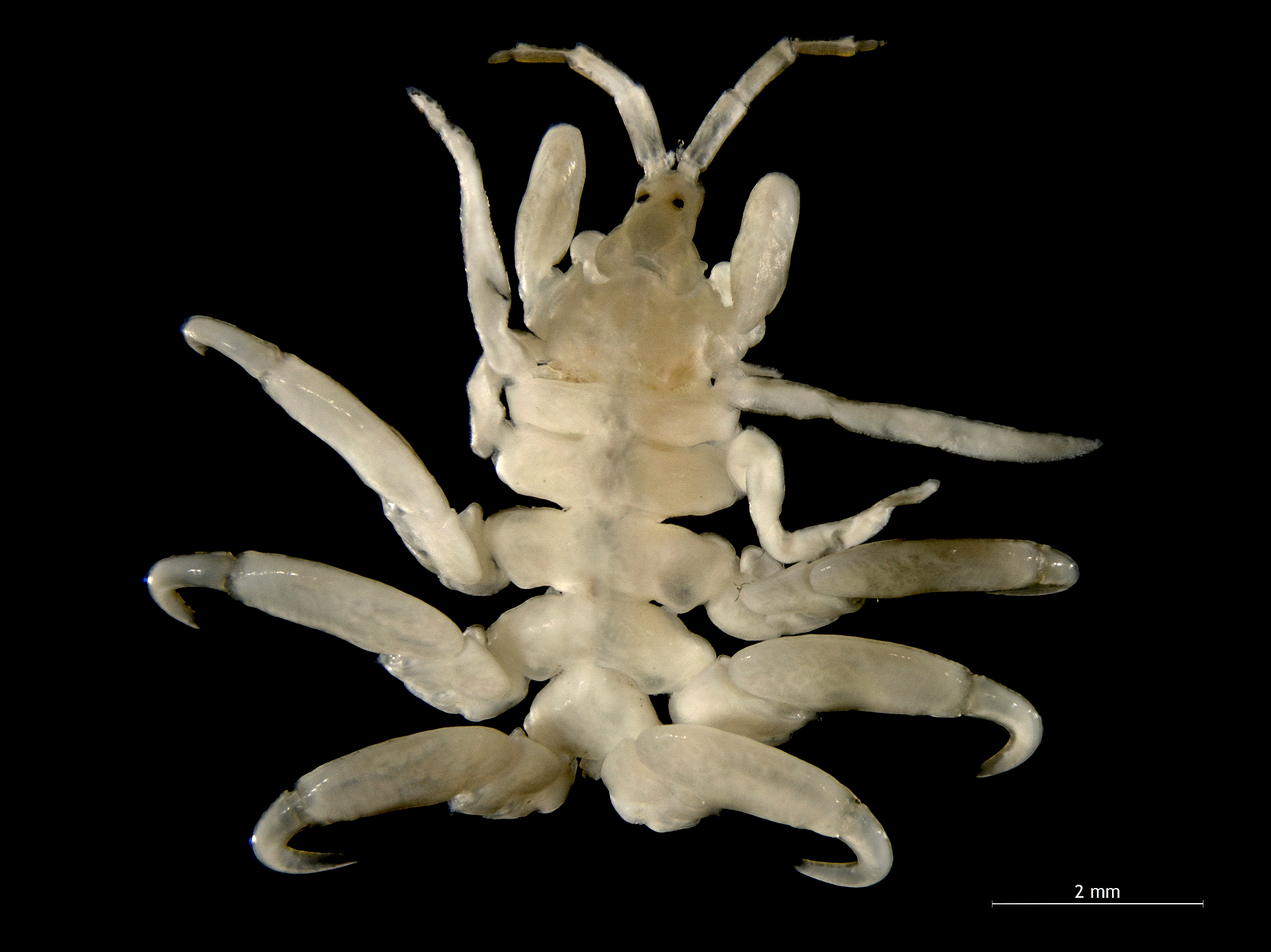
Cyamus boopis (Cyamidae)

Teilordnung Corophiida (21 Familien)
- Parvorder Corophiidira
  - Überfamilie Aoroidea
    - Familie Aoridae
    - Familie Unciolidae
      - Unterfamilie Acuminodeutopinae
      - Unterfamilie Unciolinae

  - Überfamilie Cheluroidea
    - Familie Cheluridae

  - Überfamilie Chevalioidea
    - Familie Chevaliidae

  - Überfamilie Corophioidea
    - Familie Ampithoidae
      - Unterfamilie Ampithoinae
      - Unterfamilie Exampithoinae

    - Familie Corophiidae
      - Unterfamilie Corophiinae
        - Tribus Corophiini
        - Tribus Haplocheirini
        - Tribus Paracorophiini

      - Unterfamilie Protomedeiinae
- Parvorder Caprellidira
  - Überfamilie Aetiopedesoidea
    - Familie Aetiopedesidae
    - Familie Paragammaropsidae

  - Überfamilie Caprelloidea
    - Familie Caprellidae
      - Unterfamilie Caprellinae
      - Unterfamilie Paracercopinae
      - Unterfamilie Phtisicinae

    - Familie Caprogammaridae
    - Familie Cyamidae
    - Familie Dulichiidae
    - Familie Podoceridae

  - Überfamilie Isaeoidea
    - Familie Isaeidae

  - Überfamilie Microprotopoidea
    - Familie Microprotopidae

  - Überfamilie Neomegamphopoidea
    - Familie Neomegamphopidae
    - Familie Priscomilitariidae

  - Überfamilie Photoidea
    - Familie Ischyroceridae
      - Unterfamilie Bonnierellinae
      - Unterfamilie Ischyrocerinae
        - Tribus Ischyrocerini
        - Tribus Siphonoecetini

    - Familie Kamakidae
      - Unterfamilie Aorchinae
      - Unterfamilie Kamakinae

    - Familie Photidae

  - Überfamilie Rakirooidea
    - Familie Rakiroidae

### Gammarida

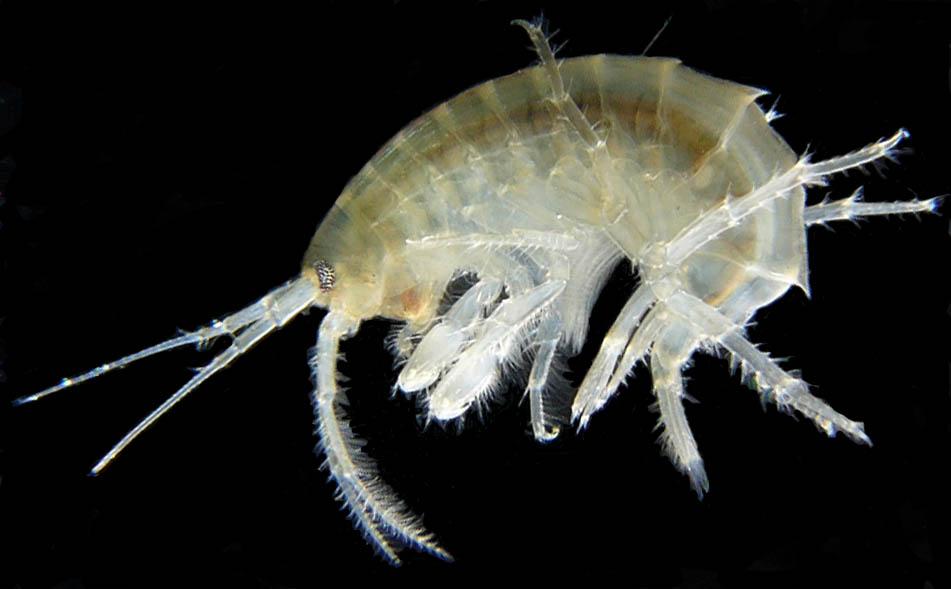
Gammarus roeseli (Gammaridae)

Teilordnung Gammarida (40 Familien)
- Parvorder Crangonyctidira
  - Überfamilie Allocrangonyctoidea
    - Familie Allocrangonyctidae
    - Familie Crymostygiidae
    - Familie Dussartiellidae
    - Familie Pseudoniphargidae
    - Familie Kergueleniolidae

  - Überfamilie Crangonyctoidea
    - Familie Austroniphargidae
    - Familie Chillagoeidae
    - Familie Crangonyctidae
    - Familie Giniphargidae
    - Familie Kotumsaridae
    - Familie Neoniphargidae
    - Familie Niphargidae
    - Familie Paracrangonyctidae
    - Familie Paramelitidae
    - Familie Perthiidae
    - Familie Pseudocrangonyctidae
    - Familie Sandroidae
    - Familie Sternophysingidae
    - Familie Uronyctidae
- Parvorder Gammaridira
  - Überfamilie Gammaroidea
    - Familie Acanthogammaridae
    - Familie Anisogammaridae
    - Familie Baikalogammaridae
    - Familie Bathyporeiidae
    - Familie Behningiellidae
    - Familie Falklandellidae
    - Familie Gammaracanthidae
    - Familie Gammarellidae
    - Familie Gammaridae
    - Familie Iphigenellidae
    - Familie Luciobliviidae
    - Familie Macrohectopidae
    - Familie Mesogammaridae
    - Familie Micruropodidae
    - Familie Pachyschesidae
    - Familie Pallaseidae
    - Familie Paraleptamphopidae
    - Familie Phreatogammaridae
    - Familie Pontogammaridae
    - Familie Sensonatoridae
    - Familie Typhlogammaridae

### Hadziida

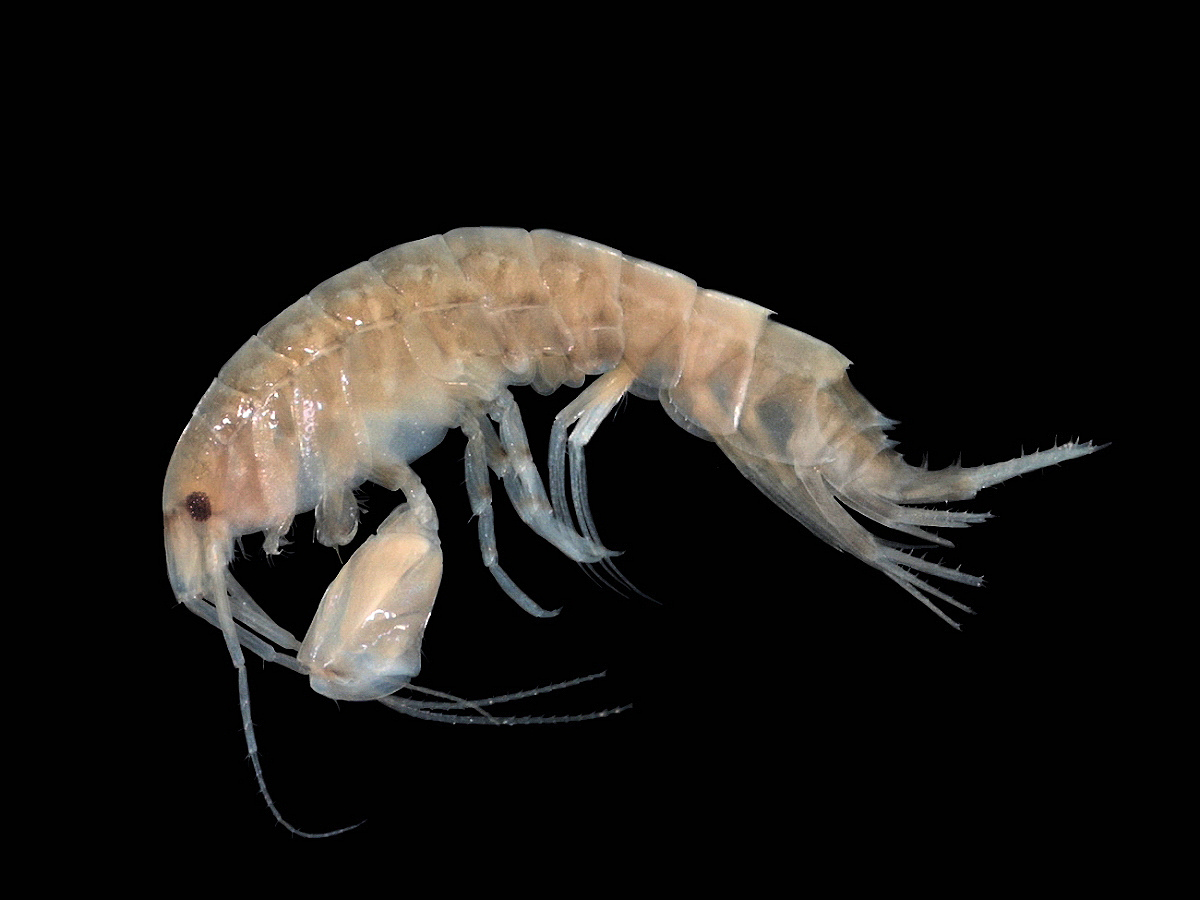
Abludomelita obtusata (Melitidae)

Teilordnung Hadziida (12 Familien)
- Parvorder Hadziidira
  - Überfamilie Hadzioidea
    - Familie Crangoweckeliidae
    - Familie Eriopisidae
    - Familie Gammaroporeiidae
    - Familie Hadziidae
    - Familie Maeridae
    - Familie Melitidae
    - Familie Metacrangonyctidae
    - Familie Nuuanuidae

  - Überfamilie Calliopioidea
    - Familie Calliopiidae
    - Familie Cheirocratidae
    - Familie Hornelliidae
    - Familie Pontogeneiidae

### Talitrida

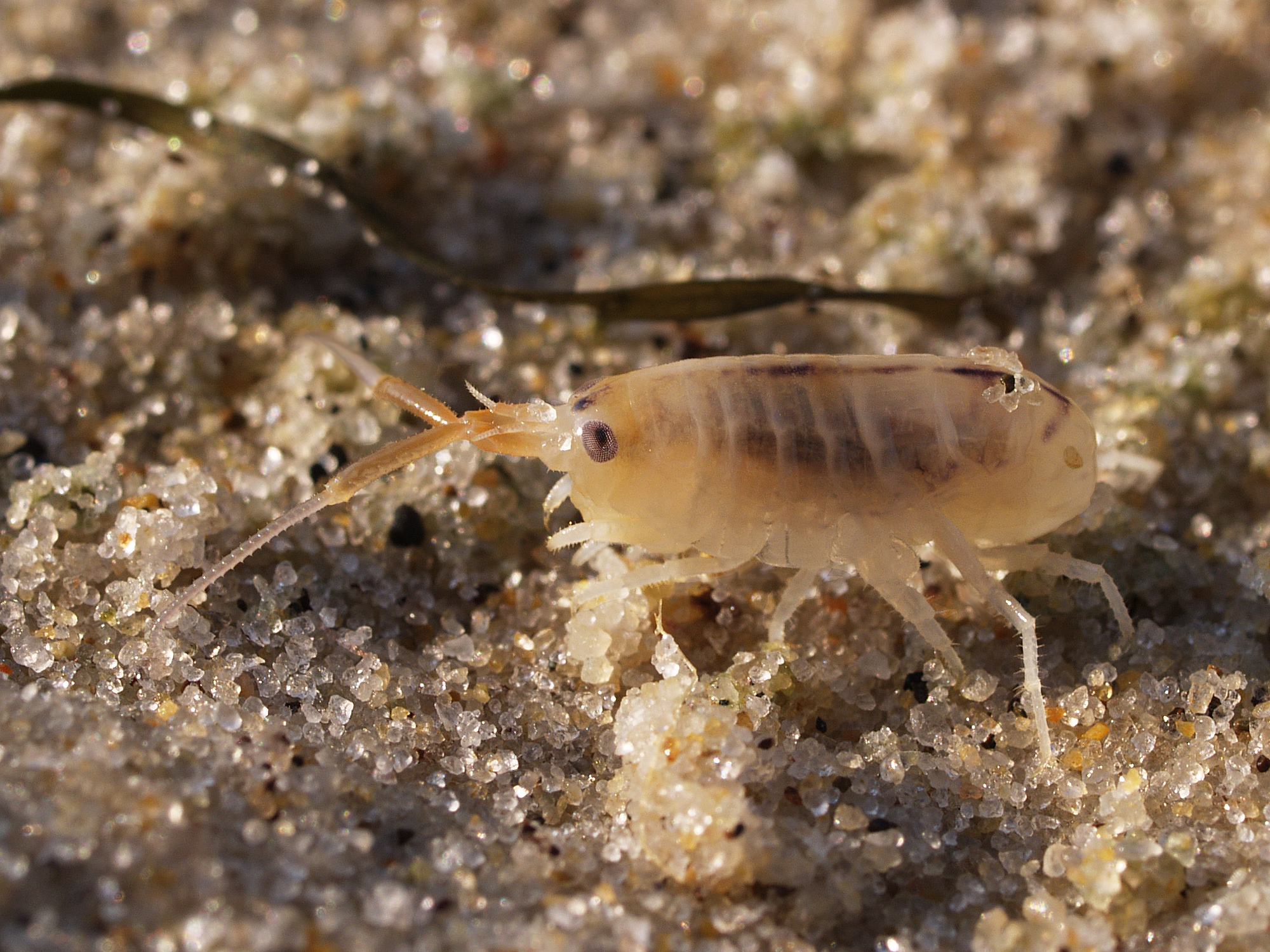
Strandfloh (Talitrus saltator)(Talitridae)

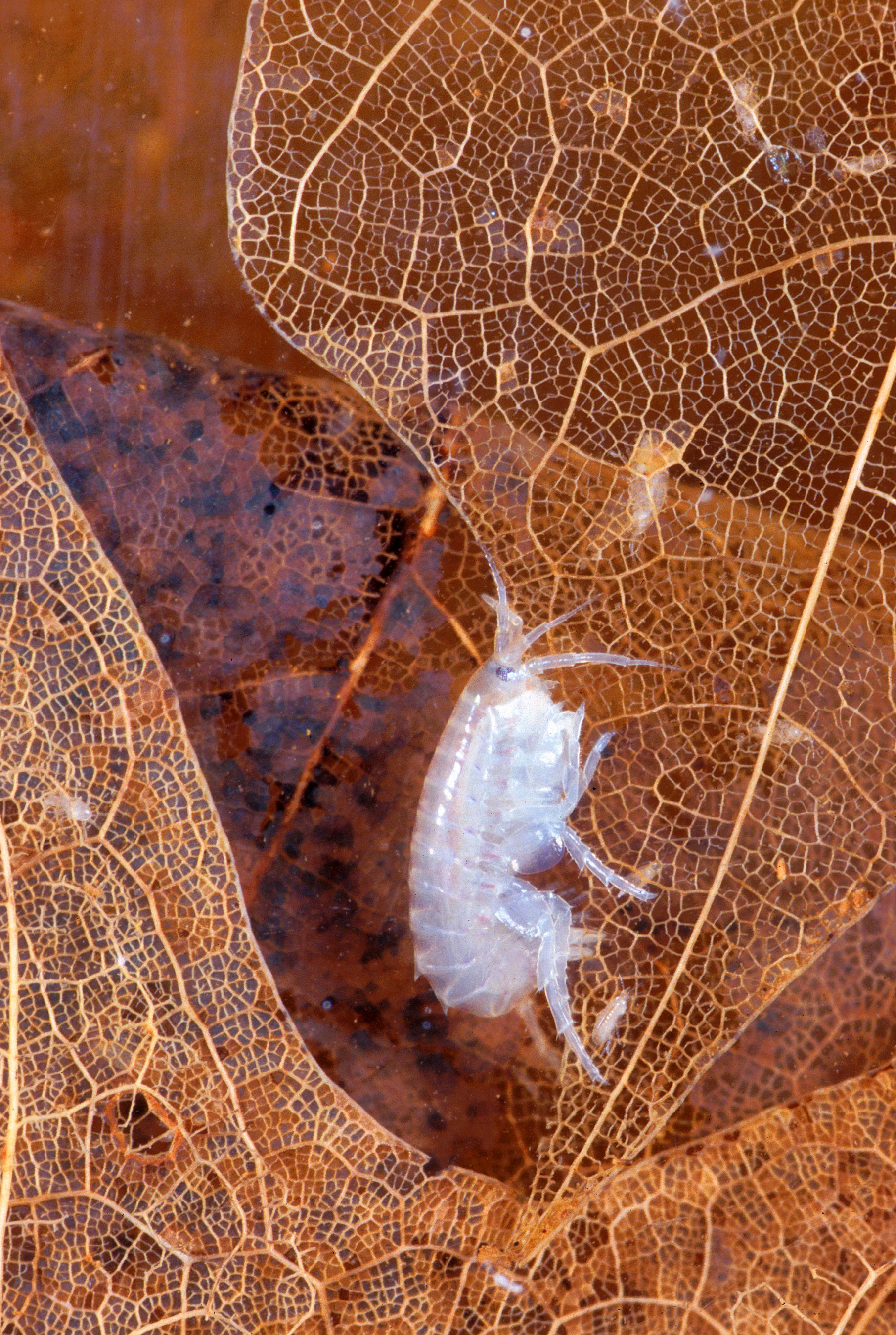
Mexikanischer Flohkrebs (Hyalella azteca) (Hyalellidae)

Teilordnung Talitrida (15 Familien)
- Parvorder Talitridira
  - Überfamilie Biancolinoidea
    - Familie Biancolinidae

  - Überfamilie Caspicoloidea
    - Familie Caspicolidae

  - Überfamilie Kurioidea
    - Familie Kuriidae
    - Familie Tulearidae

  - Überfamilie Talitroidea
    - Familie Ceinidae
    - Familie Chiltoniidae
    - Familie Dogielinotidae
    - Familie Eophliantidae
    - Familie Hyalellidae
    - Familie Hyalidae
      - Unterfamilie Hyalinae
      - Unterfamilie Hyacheliinae

    - Familie Najnidae
    - Familie Phliantidae
    - Familie Plioplateidae
    - Familie Talitridae
    - Familie Temnophliantidae

Incertae Sedis
- -     - Familie Iciliidae
    - Familie Sanchoidae